# Dennis Eagan
Dennis Michael Royal Eagan (Quetta, 13 agosto 1926 – 1º luglio 2012) è stato un hockeista su prato britannico.

## Palmarès
- Giochi olimpici

Helsinki 1952: bronzo.